# Paola Ghirotti
Paola Ghirotti (Roma, 2 febbraio 1955) è una fotografa italiana.

## Biografia
«Il paziente e rigoroso studio antropologico che Paola Ghirotti ha svolto nei diversi anni di lavoro in Oriente ci permette di immergerci in luoghi e situazioni attraverso immagini sorgenti di vitalità che, oltre ad affascinarci, ci trasportano di volta in volta da antichi rituali a luminescenti grattacieli contemporanei.»
Così Nino Migliori e Paola Binante introducevano la fotografa in occasione della presentazione del calendario.
Paola Ghirotti, da 30 anni indaga a fondo le tradizioni del Giappone, questo l'ha portata ad essere membro dell’AISTUGIA, ‘Associazione Italiana per gli Studi Giapponesi’. La sua produzione in pellicola riguarda anche la Cina, l'Italia, il Marocco. 
A dieci anni inizia a viaggiare al seguito dello zio Guido Cantalamessa Carboni, antropologo che gli trasmette l'interesse per questa scienza. Nel 1979 il grafico Piergiorgio Maoloni, le commissione il primo lavoro importante: il rinnovamento dell'archivio dell'Ente provinciale per il turismo di Latina, le immagini verranno scattate prevalentemente in 6x6. Nello stesso anno partecipa alla manifestazione Venezia '79 La Fotografia. 
Nel 1982 e nel 1983 collabora con la redazione di Frigidaire, tra i suoi lavori il reportage Il tonno tradito pubblicato nel settembre 1983 ed incentrato sulla mattanza a Favignana. 
Nel 1984-1985 collabora con la rivista Eupalino, Cultura della città e della casa, edita da L'Erma di Bretschneider, illustrando gli articoli dell'architetto Costantino Dardi.
Nel 1987 il regista Peter Greenaway – a Roma per girare The belly of an architect (Il ventre dell'architetto)–, le chiede un servizio in bianco e nero, utilizzato nella pellicola, di Louisa la giovane moglie incinta dell'architetto statunitense Stourley Kracklite, in quella occasione la Ghirotti acquisterà una Hasselblad SWC che rimane l'apparecchio fotografico preferito.
Nel 1991 realizza con lo studio Kaleidos la multivisione Animula vagula, blandula… tratta dalle Memorie di Adriano di Marguerite Yourcenar, I Premio al Media Save Art '91, con musiche di Caetano Veloso. Realizza nel 1994 la documentazione di impatto ambientale per la presentazione del progetto del “Nuovo Auditorium di Roma, Renzo Piano Building Workshop-Auditorium Parco della Musica.”
Nel 1995 pubblica per la Fratelli Palombi Editore il volume un Giappone. Le sue foto di archivio sul Giappone insieme a quelle del Bunkacho 文化庁, Agenzia giapponese per gli affari culturali, sono la base del video didattico della mostra Il Giappone prima dell'Occidente, tenuta al Palazzo delle Esposizioni a Roma dal 15 novembre 1995 al 15 gennaio 1996.
Durante il festival Giappone in Italia 95/96 espone, prima fotografa italiana, all'Istituto Giapponese di Cultura di Roma insieme al fotografo Akimoto Shigeru,
la mostra "Una festa per gli occhi, la cultura del gusto".
Nel 1996-1997 cura le pubbliche relazioni per il Raku Museum di Kyōto, in occasione della mostra "Raku. Una dinastia di ceramisti giapponesi" tenutasi a Faenza, Parigi, Leeuwarden, Tokyo ed incentrata sulla produzione della famiglia che ha legato il nome a questa tecnica.
Nel 2004-2005, i lavori sul Giappone dal suo archivio vengono pubblicati nell'opera a fascicoli settimanali Giappone. La civiltà e lo stile di un grande paese dell'Oriente edita da De Agostini.
Nel 2007 ha curato e coordinato Mistero Giappone: Quaderno Speciale sul Giappone di Limes rivista italiana di geopolitica.
Ha seguito il circus della Formula 1 dal 1989 al 1994 - ultimo G.P. ad Aida, in Giappone.
Nel marzo 2011 fonda Giappone Shinjitu, gruppo nato per opporsi alla mala informazione che ha riguardato la copertura delle tragiche vicende verificatesi in Giappone dopo l'11 marzo 2011 nella zona di Fukushima. Nell'aprile del 2011 si reca nel Tohoku per realizzare una serie di reportage pubblicati su East - rivista europea di geopolitica ed il Reportage. Per testimoniare l’evolvere della situazione nell’area nasce il progetto Watashi wa wasurenai. L’Ambasciatore del Giappone in Italia le ha riconosciuto un attestato di ringraziamento per la solidarietà dimostrata verso le popolazioni colpite dalla tragedia. 
Ha esposto in Italia e all'estero: Goethe Institut di Kyōto, American Academy e Istituto Giapponese di Cultura (introduzione della mostra di Fosco Maraini ) di Roma, Fine Art Museum, Seiryu Cutural Plaza di Gifu in Giappone.
Ha una laurea in farmacia.

### Esposizioni
- 1980 Roma - Istouti, proiezione su Piazza Dei Massimi, a cura del Centro culturale dell'immagine il Fotogramma nell'ambito della manifestazione Diaotto
- 1991 Roma - Palazzo delle Esposizioni, Teatro Argentina, Roma immagini per la multivisione “Animula vagula, blandula…” tratta dalle Memorie di Adriano di Marguerite Yourcenar, I Premio al Media Save Art '91
- 1994 Roma - Immagini per la mostra “Il restauro dell'antica casa di correzione di Carlo Fontana” Complesso monumentale di S. Michele a Ripa
- 1994 Roma - Istituto Giapponese di Cultura - The Japan Foundation; mostra "Una festa per gli occhi - La cultura del gusto" fotografie di Akimoto Shigeru e Paola Ghirotti, presentazione di Fosco Maraini
- 1996 Kyoto - Goethe Institut Kansai, personale “Kyoto: details of spring and autumn” in occasione del Secondo Simposio Internazionale sul futuro delle città storiche
- 1997 Bologna - Centro Studi d'Arte Estremo-orientale, personale "Giovani del Giappone, paese moderno e antico"
- 1998-1999 Bruxelles-Strasburgo - Collettiva mostra “Progetto Roma, la città del 2000” tenutasi presso le sedi U.E.O. di Bruxelles e Strasburgo
- 1999 Roma - American Academy, personale “ L'acqua in architettura”
- 2001 Gifu - Fine Art Museum Gifu, personale “Italia no bi, Japan no bi”
- 2002 Roma - Bulthaup Tecnoroma Essentia Gourmet Event, personale "Cha no yu"
- 2005 Bologna - Galleria St'art, Giappone: immagini e segni per un calendario, fotografie Paola Ghirotti, opere calligrafiche Roberto steve Gobesso
- 2006 Narni - Museo della città di Narni, Palazzo Eroli, 1º Festival della Musica e Cultura Giapponese di Narni, fotografie Paola Ghirotti, opere calligrafiche Roberto steve Gobesso
- 2009 Repubblica di San Marino -Galleria d'Arte Moderna – ex Monastero di Santa Chiara, personale Una festa per gli occhi: la cultura del gusto, a cura di Associazione Taiji Quan Repubblica di San Marino e Associazione Ming Dao Rimini
- 2009 Roma - Galleria Icipici, Oh my God!, collettiva Piergiorgio Branzi, Jean Marc Caimi, Anne Frederique de Bellefroid, Olimpia Ferrari, Paola Ghirotti, Federico Granell, Michel Kirch, Piero Marsili Libelli a cura di Eleonora Lucangeli
- 2013 Siracusa -Parco Horcynus Orca – Complesso Monumentale, Sala Gialla, Mediterraneo sei tu, collettiva a cura di Aldo Palazzolo, Biagio Guerrera
- 2014 Ischia - Roma- Ayrton Senna, alla velocità del cuore - fotografie di Paola Ghirotti
- 2016 Minamisōma  - watashi wa wasurenai  - personale di Paola Ghirotti
- 2016 Urbino - 日本の美、ウルビーノの美 Appunti di bellezza: Nippon no bi, Urbino no bi   - personale di Paola Ghirotti
- 2019 Gifu - Watashi wa wasurenai   - personale di Paola Ghirotti
- 2019 Todi - #meuayrton Ayrton Senna alla velocità del cuore   - personale di Paola Ghirotti

### Opere
- Scuola di Fotografia, Aa.Vv. Enciclopedia, Longanesi & C., 1981-1983
- il Giappone degli uomini mito, autori dei testi: Marco Panara, Giovanni Carrada, Paola Ghirotti, Armando Curcio, 1990
- Le cronache del Caffè greco, di Diego Angeli, Fratelli Palombi Editori, 1987
- Il Vittoriano. Materiali per una storia, Fratelli Palombi, 1986-88
- Franco Zagari, Giardino Italiano a Osaka, Edizioni Over 1990
- un Giappone, volume in inglese ed italiano con fotografie e didascalie di Paola Ghirotti, testi introduttivi di Hori Yasue, Diego Mormorio, Marco Panara, Franco Zagari, Fratelli Palombi Editori, 1995 ISBN 8876211500
- Ha illustrato la sezione riguardante il Giappone del volume Bouddhisme di Bernard Faure, Éditions Liana Lévi, Beau-livre 1997, tradotto in italiano, inglese, tedesco
- Ha illustrato la pubblicazione Franco Zagari, Piazza Montecitorio. Progetto di riqualificazione ambientale 1996-1998, Camera dei deputati e Comune di Roma, Roma 1998.
- Ha illustrato il volume Nissan la storia, Leonardo Arte, ISBN 88-7813-947-5
- La via Crucis di Francesco Messina a San Giovanni Rotondo, a cura di Monsignore Crispino Valenziano, ISBN 8876210784
- Le Japon des Japonais, Éditions Liana Lévi, ISBN 2867464412
- le Maroc des Marocains, Éditions Liana Lévi, ISBN 2-86746-289-4
- La Chine des Chinois, fotografie di Hania Arentsen e Paola Ghirotti, Éditions Liana Lévi, ISBN 2-86746-352-1
- Giappone immagini e segni per un calendario, calendario 2006 con fotografie di Paola Ghirotti, calligrafie di Roberto steve Gobesso,
- Mistero Giappone, i Quaderni Speciali di Limes ISBN 8883712773
- Confini e Colori, Calendario 2008, ideazione Aurelio Candido & Partners
- Calendario dei 12 passi 2010 Libro calendario 2010
- Calendario un Giappone di Paola Ghirotti mani 手 per il 2012, calendario del 2012.
- unGiappone di Paola Ghirotti, calendario per il 2017, calendario del 2017
- Archive photos by Paola Ghirotti, Jidai Matsuri 時代祭 Festival of Ages 1990.2020, ISBN 979-12-80146-00-7
- Archive photos by Paola Ghirotti, una Cina, ISBN 9791220085519
- Archive photos by Paola Ghirotti, Maroc, Festival National des Arts Populaires ISBN 979 1221009927
- Archive photos by Paola Ghirotti, Chadō, Joan, Katsura Rikyū ISBN 9791221033755